# La Sainte Famille avec un rideau
La Sainte Famille avec un rideau est une peinture à l'huile sur panneau de bois du peintre néerlandais Rembrandt ou de son atelier, datant de 1646 et conservée à la Gemäldegalerie Alte Meister de Cassel (Allemagne).

## Description
Le tableau représente la Sainte Famille : Jésus-Christ et ses parents Marie et Joseph à l'intérieur d'une maison délabrée. A gauche, Marie tient Jésus enfant dans ses bras, assise sur une chaise à côté d'un berceau. Elle porte une robe marron-verte et une coiffe blanche. Son enfant est vêtu de rouge. Marie semble avoir tout juste sorti l'enfant du berceau pour l'envelopper dans une couverture bleue-grise qui repose sur ses jambes.
A droite, en arrière-plan, dans ce qui semble être une autre pièce ou l'extérieur, on voit Joseph en train de couper du bois avec une hache.

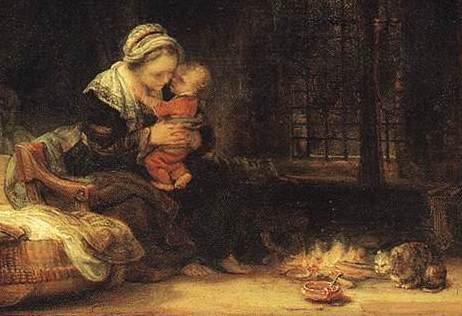
Détail de Marie, Jésus et le chat.

La source de lumière principale est le feu au centre de la pièce (auprès duquel est un chat), mais Marie et Jésus sont également éclairés par une lumière tombant du coin supérieur gauche du tableau. Le fait que le feu soit allumé à même le sol et non dans une cheminée renforce l'aspect général de délabrement du bâtiment.
Autour de la scène est peint en trompe-l'œil un cadre en bois, auquel est accroché un rideau rouge couvrant partiellement le côté droit du tableau.

## Analyse
La Sainte Famille est représentée dans un foyer normal et familier aux spectateurs du XVIIe siècle : le chat, le bol et la cuillère présents près du feu sont des éléments courants des habitations de l'époque. Rembrandt crée ainsi une atmosphère intimiste et sereine.
Une particularité du tableau est la présence du rideau en trompe-l'œil devant l'image. Au XVIIe siècle, il est courant de couvrir les tableaux d'un rideau pour les protéger de l'usure et pour créer un effet de surprise en les dévoilant devant les visiteurs. Le rideau peut aussi avoir plusieurs significations symboliques. Il peut être une référence au concours opposant deux peintres célèbres de l'Antiquité grecque, Zeuxis et Parrhasios. D'après Pline l'Ancien dans son Histoire naturelle, Parrhasios peint un rideau puis invite Zeuxis à dévoiler son tableau. Trompé par l'habilité de son rival, Zeuxis tente d'ôter le rideau peint. Le rideau est ainsi un symbole de l'habilité du peintre ; toutefois, Rembrandt n'utilise pas cet élément pour faire étalage de sa virtuosité mais choisit au contraire de peindre le rideau de façon simple et sèche.
Une autre interprétation du rideau renvoie à une référence religieuse. Dans une interprétation chrétienne le rideau représente le mystère, les événements cachés par Dieu, et notamment la vie de Jésus avec sa famille avant son activité publique. Le réformateur protestant Jean Calvin, dans son Commentaire, évoque l'enfance de Jésus dissimulée derrière un « voile » avant la révélation de son identité divine,.
Selon l'historien de l'art Victor Stoichita, la représentation d'un cadre et d'un rideau peints autour de la scène serait une forme de « méta-peinture » : Rembrandt ne dépeint pas la Sainte Famille, mais représente un tableau de Rembrandt dépeignant la Sainte Famille.

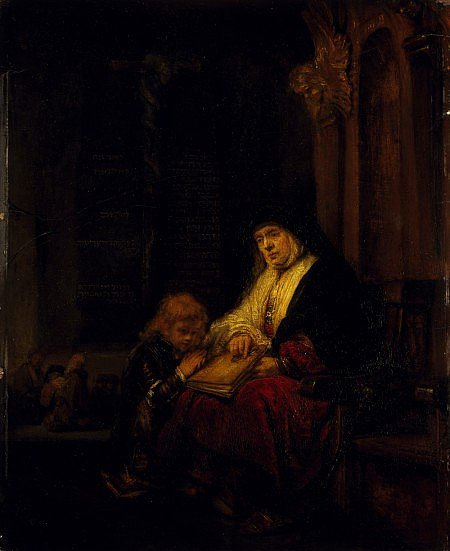
Rembrandt ou un élève, La Prophétesse Anne au Temple ou Anne et Samuel, 1650, Galerie nationale d'Écosse (Édimbourg).

Le tableau présente des similitudes stylistiques avec une autre œuvre de Rembrandt (ou de l'un de ses élèves) : La Prophétesse Anne au Temple (aussi connue sous le nom d'Anne et Samuel), peinte vers 1650 et conservée à Édimbourg.

## Attribution
L'attribution du tableau est disputée. Les chercheurs du Rembrandt Research Project sont divisés sur la question. Les arguments en faveur d'une attribution à Rembrandt lui-même sont le caractère novateur du cadre et du rideau dans la peinture néerlandaise, et le fait que plusieurs copies de ce tableau ont été produites par l'atelier de Rembrandt. En revanche, la faible qualité de certaines parties du tableau (perspective de la pièce, peinture du chat) font penser à une réalisation par l'atelier de Rembrandt plutôt que par le maître lui-même.

## Histoire
Le tableau est peint en 1646, alors que Rembrandt vit à Amsterdam et est au sommet de sa carrière. Selon Cornelis Hofstede de Groot l'œuvre appartient d'abord au collectionneur Jacques Ignatius de Roore (en), mais Ernst van de Wetering affirme que ce n'est pas le cas. En 1752, le landgrave de Hesse Guillaume VIII l'achète auprès du collectionneur néerlandais Willem Lormier (d) . Le tableau est depuis à Cassel, sauf entre 1807 et 1815 où il est conservé au musée du Louvre (alors appelé musée Napoléon),.

## Sources
- [Kemp 1989] Wolfgang Kemp (trad. de l'allemand par François Renault), Rembrandt : La Sainte Famille ou l'art de lever le rideau [« Rembrandt - Die Heilige Familie oder die Kunst, einen Vorhang zu lüften »], Paris, Editions Adam Biro, coll. « Un sur un », 1989, 63 p. (ISBN 2-87660-044-7).
- [Hogan 2008] (en) Joan Mary Hogan, The Iconography of Rembrandt's Depictions of the Holy Family (in a domestic setting), Kingston, Queen's University, 2008, 95 p. (hdl 1974/1230, présentation en ligne, lire en ligne  [PDF]).
- [van de Wetering 2010] (en) Ernst van de Wetering, chap. V 6 « Rembrandt or pupil – The Holy Family with painted frame and curtain », dans Ernst van de Wetering et al., A Corpus of Rembrandt Paintings, vol. V : The Small-Scale History Paintings, Dordrecht, Springer, coll. « Rembrandt Research Project », 2010, 674 p. (ISBN 978-1-4020-4607-0, DOI 10.1007/978-1-4020-5786-1_11), p. 389-404.
- [Fucci 2015] (en) Robert Fucci, « Parrhasius and the art of display. The illusionistic curtain in seventeenth-century Dutch painting », Netherlands Yearbook for History of Art / Nederlands Kunsthistorisch Jaarboek Online, vol. 65 « Arts of Display / Het vertoon van de kunst », no 1,‎ 2015, p. 144-175 (DOI 10.1163/22145966-06501007, JSTOR 43884383, lire en ligne  [PDF]).
- [Stoichita 2015] (en) Victor Stoichita (trad. du français par Anne-Marie Glasheen), The Self-Aware Image. A Revised and Updated Edition : An Insight Into Early Modern Meta-Painting [« L’Instauration du Tableau : métapeinture à l’aube des temps modernes »], Turnhout, Harvey Miller Publishers/Brepols, coll. « Studies in Baroque Art » (no 4), 2015 (1re éd. 1993), 337 p. (ISBN 978-1-909400-11-5, présentation en ligne).
- [Moffitt 1989] (en) John F. Moffitt, « Rembrandt, revelation, and Calvin's curtains », Gazette des beaux-arts, 6e série, vol. 113, no 1443,‎ 1989, p. 175-186